# 世界経済フォーラム
世界経済フォーラム（せかいけいざいフォーラム、英: World Economic Forum、WEF）は、経済、政治、学究、その他の社会におけるリーダーたちが連携することにより、世界、地域、産業の課題を形成し、世界情勢の改善に取り組むことを目的とした国際機関。1971年 に経済学者クラウス・シュワブにより設立された。スイスのコロニーに本部を置き、同国の非営利財団の形態を有している。独立かつ非営利団体であるとされている。
スイスのダボスで開催される年次総会、所謂「ダボス会議」が特によく知られており、選ばれた知識人やジャーナリスト、多国籍企業経営者や国際的な政治指導者など、各国の要人が一堂に会し、各種会合を行う場となっている。また、同機関は東アジアやラテンアメリカなど6-8の地域会議を開催し、中国及びアラブ首長国連邦においても別途の年次総会を開催している。さらに、会議だけではなく、同機関はさまざまな研究報告書を発表したり、メンバーたちが各業界に関連したイニシアティブに関わるなどの活動を行っている。

## 組織

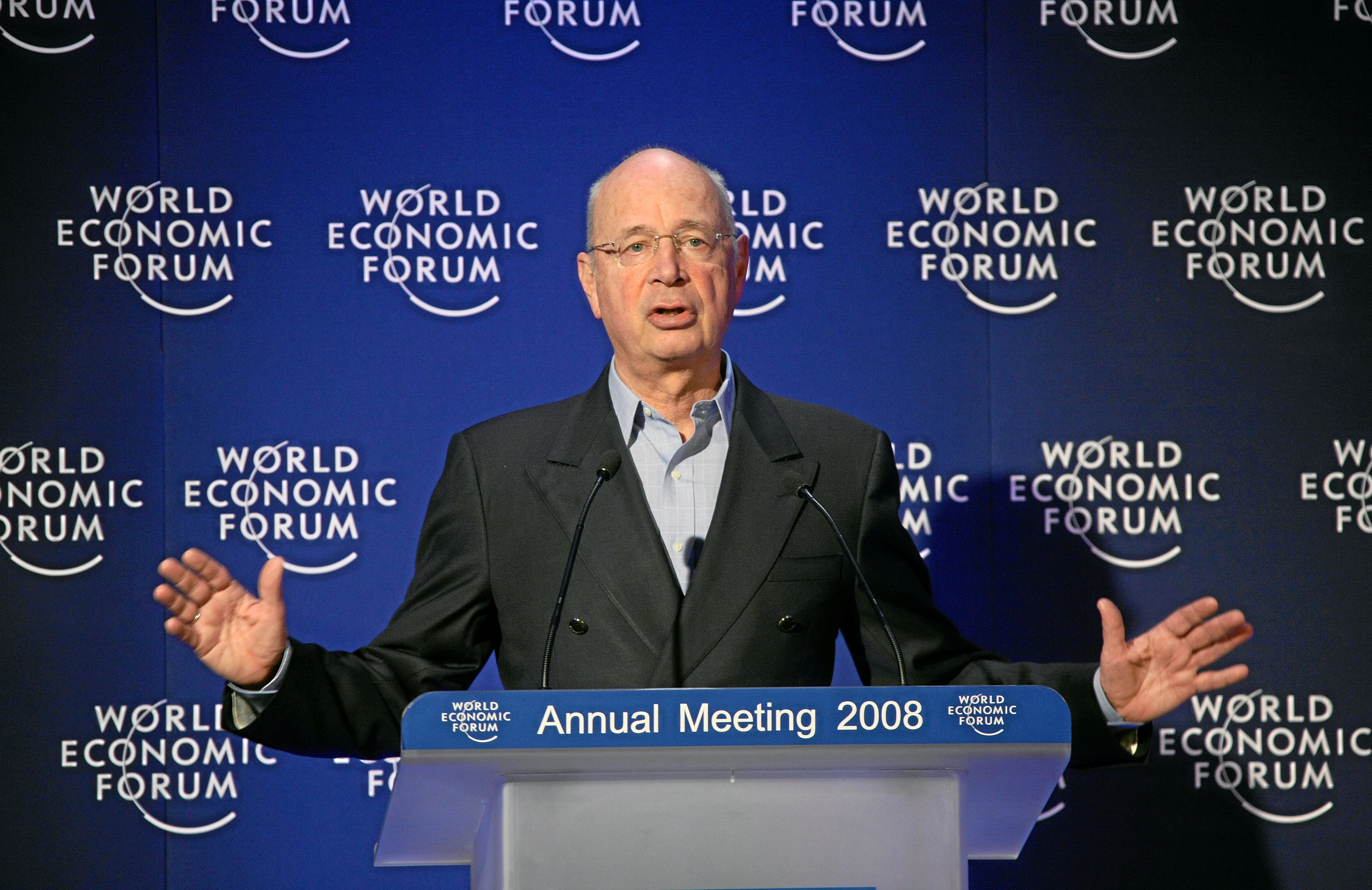
世界経済フォーラム創設者兼会長 クラウス・シュワブ

世界経済フォーラムはスイスのジュネーヴ州コロニーに本部が置かれている。2006年に中国の北京、アメリカ合衆国のニューヨークに、2009年には日本の東京にオフィスを開設した。同フォーラムは公平かつ非営利で、いかなる政治的利益、党利党略や国益とは無縁の組織である。国際連合の経済社会理事会のオブザーバーの地位を有し、スイス連邦政府の監督下にある。最高意志決定機関は31名で構成されるファンデーション・ボードである。ミッションは、「世界の現状の改善に向けて取り組む」ことである。
2009年の5日間にわたる年次総会では、91カ国、2,500名を越える参加者がダボスで一堂に会した。内訳として、約75％がフォーラムの会員の中から選出された経営者であり、会員は世界各国、各産業部門における一流企業1,000社で構成される。
2009年には世界のトップ企業から1,170名以上のCEOや会長が参加した。その他に世界からの主な参加者として、40名の国家元首クラス、64名の閣内大臣、国際機関の長および高官30名、大使10名を含む219名の公人があげられる。また、市民社会からの参加者として、NGO団体の代表者32名、メディアリーダー225名、学術機関やシンクタンクのリーダー149名、異なる信念を持つ15名の宗教指導者、労働組合組織のリーダー11名を含む432名を超えるメンバーが参加した。

### 理事会
ビジネス、政治、学会、市民活動、文化など広い範囲のリーダーにより構成される。現在の評議員の数は31人。

#### 執行会長
主宰者であるクラウス・シュワブが会長を務めている。

#### 評議員
最高意思決定機関、現在は以下31人が評議員である
- ムケシュ・アンバニ：インドの実業家、リライアンス・インダストリーズの筆頭株主。
- マーク・ベニオフ：アメリカのインターネット起業家、セールスフォースの創業者。
- ピーター・ブラベック・レトマット（ドイツ語版）：オーストリアの実業家、ネスレ名誉会長。2025年4月21日から暫定で世界経済フォーラム会長[4]。
- トーマス・ブーベル：大手保険・金融グループのアクサの最高経営責任者。
- マーク・カーニー：国連気候行動と金融のための特別特使、イングランド銀行総裁、金融安定理事会(FSB)議長、カナダ銀行総裁を歴任した。
- ローレンス・フィンク：世界最大の資産運用会社ブラックロックの会長券最高経営責任者。
- クリスティア・フリーランド：カナダの副首相兼財務大臣。
- オリット・ガディッシュ：コンサルティング会社ベイン・アンド・カンパニー会長。
- クリスタリナ・ゲオルギエヴァ：ブルガリア出身のIMF理事。
- ファビオラ・ジャノッティ：イタリアの素粒子物理学者、欧州原子核研究機構 (CERN) 事務局長。
- アル・ゴア：アメリカ合衆国元副大統領、環境活動家。
- ゲルマン・グレフ：ロシアの政治家、ロシア貯蓄銀行最高経営責任者兼会長。
- アンヘル・グリア：メキシコの経済学者、OECD事務局長(2006-2012)。
- アンドレ・ホフマン：スイスの実業家、慈善活動家、製薬会社ロシュの創業家出身で同社の副会長。
- ポーラ・インガビレ：ルワンダのICT・イノベーション大臣。
- クリスティーヌ・ラガルド：欧州中央銀行総裁。
- ヨーヨー・マ：中国系アメリカ人のチェリスト。
- ペーター・マウラー：赤十字国際委員会総裁。
- ルイス・アルベルト・モレノ：コロンビアの元外交官、米州開発銀行総裁(2005-2020)。
- パトリス・モツェペ：南アフリカの実業家、鉱山会社のアフリカンレインボーミネラルズ創業者兼会長
- ラーニア・アル＝アブドゥッラー：ヨルダン国王・アブドゥッラー2世の王妃。
- L・ラファエル・ライフ：アメリカのエンジニア、マサチューセッツ工科大学学長。
- デビッド・M・ルーベンスタイン：アメリカの実業家、カーライル・グループ共同創業者兼共同会長。
- マーク・シュナイダー：ネスレCEO。
- ターマン・シャンムガラトナム：シンガポール上級大臣。
- ジム・ハーゲマン・スネーブ：シーメンス会長。
- ジュリー・スウィート：総合コンサルティング会社アクセンチュアCEO。
- フェイケ・シベスマ：オランダの経営者、
- 竹中平蔵：日本の元総務大臣/経済財政政策担当大臣/金融担当大臣、日本の経済学者、日本の実業家、慶應義塾大学名誉教授。
- 朱民：中国の経済学者。

##### 過去の評議員
- クラウス・シュワブ：元世界経済フォーラム会長。1971年に世界経済フォーラムを創設、2025年4月21日に辞任[4]。

#### 理事会
現在は6名。

### 財源
世界経済フォーラムの財源は、世界各国の企業や団体からの寄付金によってまかなわれている。組織の運営を支えているのは世界約1,000の企業や団体で構成される法人会員である。

### 会員

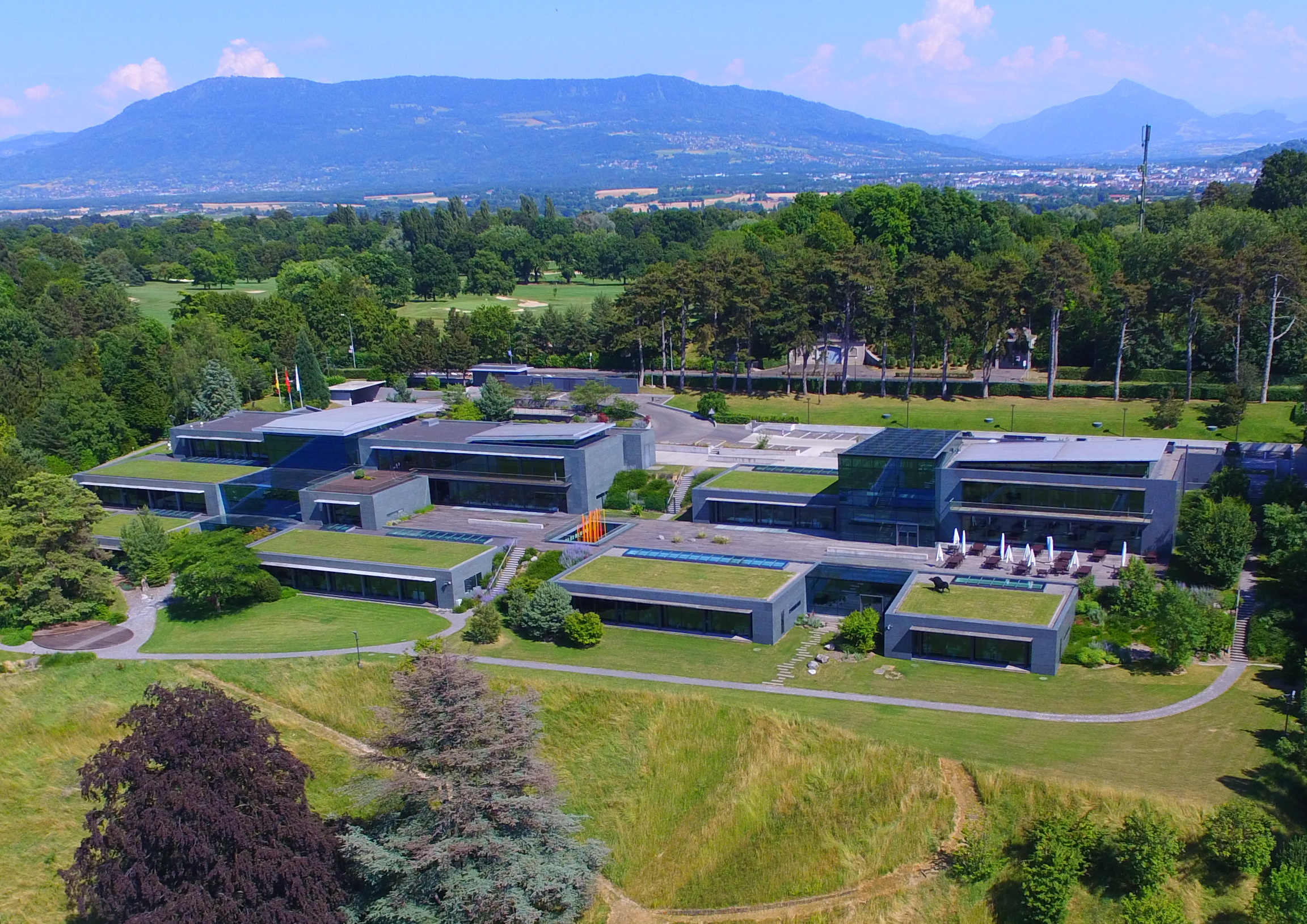
コロニーの世界経済フォーラム本部

世界経済フォーラムの運営資金は1,000社に上る会員企業により成り立っている。会員企業の多くは売上高が50億ドル超のグローバル企業であるが、売上高の規模については産業や地域によって異なる。また、会員企業は各業界および国の中で上位に位置しており、それぞれの業界や地域の将来を決定する上で主導的な役割を果たしている。現在、各会員企業は基本的な年会費として5万スイスフラン、ダボスで開催される年次総会へのCEOの参加を対象とした年次総会参加費として2万5,000スイスフランを納めている。インダストリー・パートナーは25万スイスフラン、ストラテジック・パートナーは50万スイスフランをそれぞれ納め、フォーラムのイニシアティブで重要な役割を担っている。
さらに、これらの企業は各産業および国の中で上位に位置しており（一般に数百万米ドルの売上高に基づく、金融機関の場合の基準は資産に基づく）、フォーラムの選考委員会の審査によると、それぞれの産業や地域の将来を決定する上で主導的な役割を果たしている。
インダストリー・パートナーは、建設、航空、技術、観光、食品、飲料、エンジニアリング、金融サービスなど、さまざまな産業を網羅しており、それぞれの産業界に最も影響を及ぼす世界的な課題に目を配っている。

## 活動

### ダボスで開催される年次総会

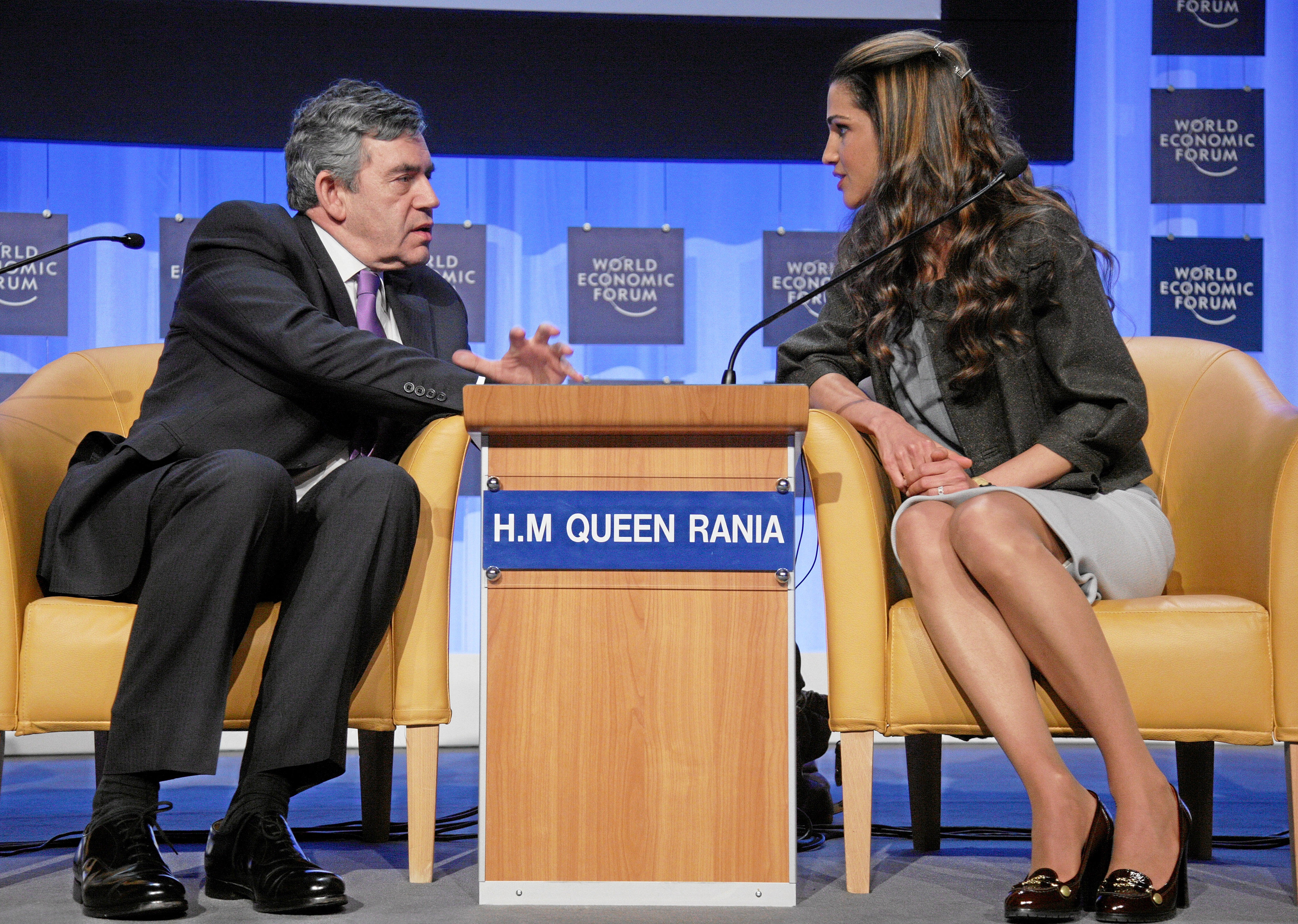
2008年度年次総会におけるゴードン・ブラウン英首相（当時）及びラーニアヨルダン王妃

世界経済フォーラムの最も重要な会合は毎年1月末にダボスで開催される年次総会である。スイス・アルプスのリゾート地で開催される年次総会にはフォーラムの会員企業1,000社のCEOのほか、選出された政治家、学界やNGO、宗教指導者、メディアの代表者が一堂に会する。年次総会へは招待者のみが参加できる。
約2,200名に上る参加者が5日間にわたるイベントに集い、公式プログラムの220余りのセッションに出席する。議論の焦点となるのは、世界的な懸念事項（国際紛争、貧困、環境問題など）における主要課題と可能な解決策である。オンライン、印刷媒体、ラジオ、テレビに所属する約500名のジャーナリストもこの年次総会に参加する。メディア関係者は公式プログラムの全セッションに参加でき、一部のセッションはウェブキャストでも公開される。
ダボスの全体討議の模様はすべてYouTubeでも閲覧できるほか、写真はFlickrで無料提供され、主な発言はTwitterで参照可能である。世界経済フォーラムは2007年、MySpaceやFacebookといったソーシャルメディア・プラットフォームにページを開設した。
2009年度年次総会では、YouTube上での「Davos Debates（ダボス・ディベート）」に一般市民が参加するように呼びかけ、ユーザーの1人が年次総会に出席することとなった。2008年にYouTubeに開設された「Davos Question」チャンネルでは、YouTubeのユーザーとダボスに集結した世界のリーダーたちとの間で双方向のやり取りが行われ、リーダーたちに会場のコングレスセンターに設置されたYouTubeビデオコーナーから回答するよう求めた。2008年の記者会見の模様はQikとMogulusを通じてライブストリーミングで紹介され、誰でもスピーカーに質問することができた。2006年および2007年には、ロイターのSecond Life内支局において、選出された参加者がインタビューされ、閉会式の模様がストリーミング中継された。

#### 参加者

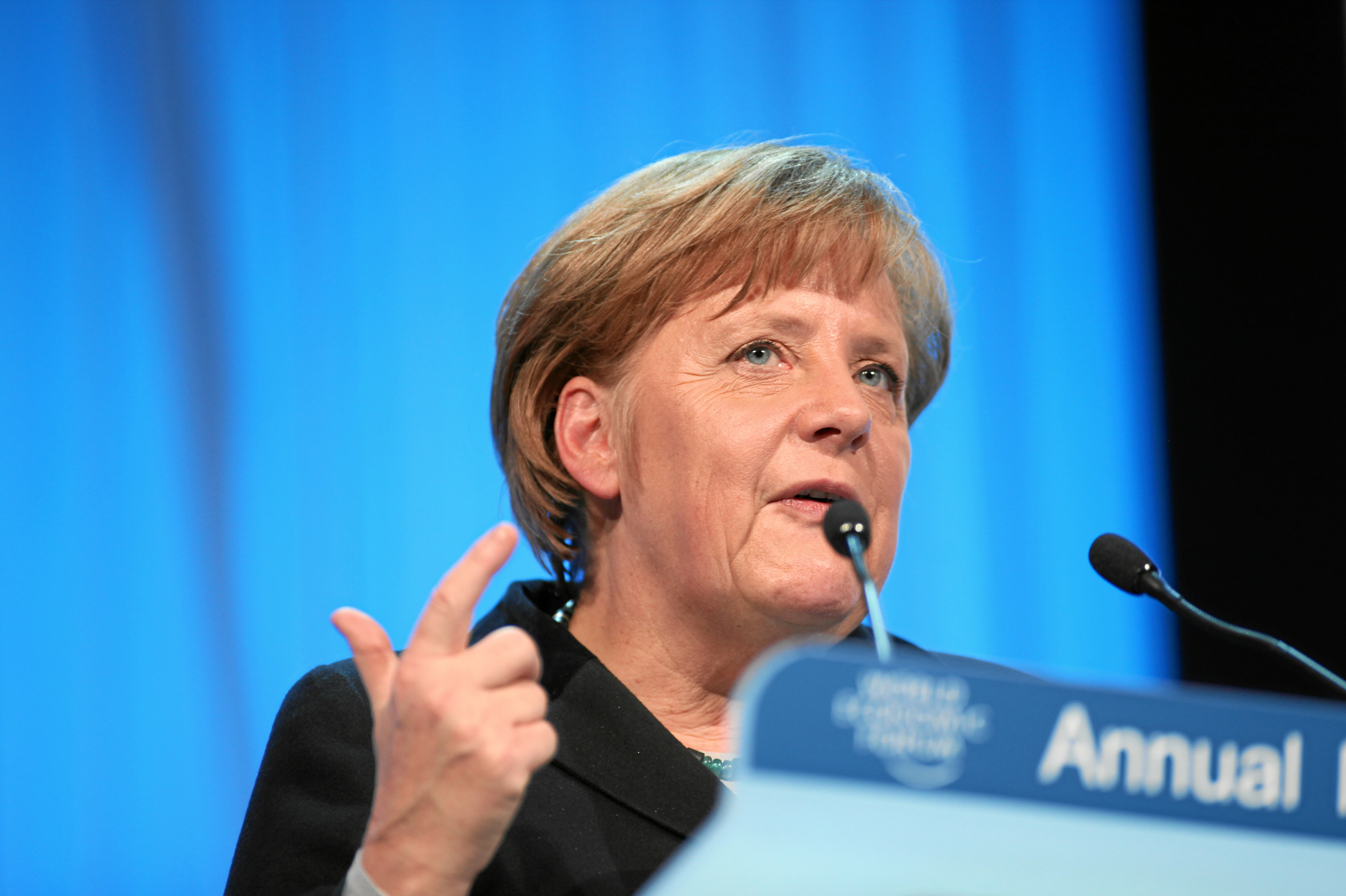
2012年度年次総会におけるアンゲラ・メルケル

2008年度年次総会には約250名の公人（国家元首クラス、閣内大臣、大使、国際機関の長および高官）が参加した。代表的な出席者は、アブドゥライ・ワッド セネガル大統領、アブドゥラ・バダウィ マレーシア首相、アルバロ・ウリベ コロンビア大統領、アナス・フォー・ラスムセン NATO事務総長、潘基文 国連事務総長、コンドリーザ・ライス 前米国務長官、ジュルチャーニ・フェレンツ ハンガリー首相、フランソワ・フィヨン 仏首相、グロリア・マカパガル・アロヨ フィリピン大統領、ゴードン・ブラウン 英首相、ハーミド・カルザイ アフガニスタン大統領、イルハム・アリエフ アゼルバイジャン大統領、ヤン・ペーター・バルケネンデ オランダ首相、リー・ボーリンジャー コロンビア大学学長、リー・シェンロン シンガポール首相、パルヴェーズ・ムシャラフ パキスタン大統領、ラニア ヨルダン王妃、ロバート・マクレガー、ルース・シモンズ ブラウン大学学長、サラーム・ファイヤード パレスチナ自治政府首相、サリ・ベリシャ アルバニア首相、セルジ・サルキシャン アルメニア大統領、シモン・ペレス イスラエル大統領、ウマル・ヤラドゥア ナイジェリア大統領、ヴァルダス・アダムクス リトアニア大統領、福田康夫 元内閣総理大臣、ヴィクトル・ユシチェンコ ウクライナ大統領、曾培炎 中国副首相である。
アル・ゴア、ビル・クリントン、ビル・ゲイツ、マイケル・ウォルフ、ボノ、パウロ・コエーリョ、トニー・ブレアもダボス会議に毎年参加している。
これまでの参加者には、アンゲラ・メルケル、ドミートリー・メドヴェージェフ、ヘンリー・キッシンジャー 元米国務長官、ネルソン・マンデラ 、レイモン・バール、ウラジーミル・プーチン、ドリュー・ギルピン・ファウスト、ラファエル・ライフ 、クリストファー・L・アイスグルーバー、ジョン・ヘネシー、ピーター・サロベイ、スブラ・スレシュ、五神真、ムハマド・ユヌス、ジュリアン・ロイド・ウェバー、ヤセル・アラファト、ジム・ヨン・キム、ジェームズ・ダイモン、カルロス・ゴーン、安倍晋三、黒田東彦、黒川清、山中伸弥、高島宗一郎 、ジョセフ・スティグリッツ、ロバート・シラー、マット・デイモン、エマ・ワトソン、アンジェリーナ・ジョリー、渡辺謙、ジェフ・ベゾス、ジョン・オキーフ、デイヴィッド・ロックフェラー、フランシスコ(ローマ教皇)らが名を連ねる。
サミュエル・P・ハンティントンは年次総会の参加者を「ダボス人（Davos Man）」と称した。これは、自らを完全な国際人とみなしている世界のエリート層を指している。

### ニュー・ワールド・チャンピオンズ年次会議
2007年に、世界経済フォーラムは中国で開催される「ニュー・ワールド・チャンピオンズ年次会議」（Annual Meeting of the New World Champions、通称：夏季ダボス会議 Summer Davos」を設立した。このイベントは大連市と天津市で毎年交互に開催されている。ニュー・ワールド・チャンピオンズ年次会議は、世界経済フォーラムが「グローバル成長企業」と呼ぶ企業を対象とした会議である。対象となるグローバル成長企業は主に、中国、インド、ロシア、メキシコ、ブラジルを始めとした急成長の新興国を拠点とするビジネスの成功者だが、先進国の急成長企業も含まれる。この会議は、世界各地の次世代のグローバル・リーダー、急成長を遂げている地域、競争力の高い都市、テクノロジー・パイオニアとも協働している。2023年6月には、コロナ禍での休止を経て4年ぶりに、天津市で行われた。

### 地域会議
毎年、約10回開催されている地域会議は、実業界のリーダー、地方政府のリーダー、NGOとが緊密に接触できる場となっている。地域会議はアフリカ、東アジア、ラテンアメリカ、中東で開催される。主催国の顔ぶれは年ごとに変わるが、中国とインドでは過去10年間にわたって毎年会議が開催されてきた。

### ヤング・グローバル・リーダーズ
世界経済フォーラムは2005年、「Global Leaders of Tomorrow」（次世代のグローバル・リーダー）の後継としてヤング・グローバル・リーダーズのコミュニティを立ち上げた。このコミュニティには、多種多様な専門分野やセクターに携わる40歳以下のリーダーが世界中から集まっている。ヤング・グローバル・リーダーズは「2030年イニシアティブ」、すなわち2030年に世界がどうあってほしいかというビジョンへの到達方法を定めた行動計画の策定に取り組んでいる。

#### 表彰者リスト
（順年代共に不同）
- アニューシャ・アンサリ（米プロデア・システムズ共同創立者兼CEO）
- マリア・コンスエロ・アラウホ（コロンビア元外相）
- レーラ・アウエルバッハ（旧ソ連出身の作曲家、ピアニスト、作家）
- イアン・ブレマー（米ユーラシアグループ社長）
- シェリル・サンドバーグ（ウォルト・ディズニー・カンパニー取締役、Facebook COO）
- ヤオ・チェン（女優）
- ダニエル・エク（Spotify CEO）
- ジャック・マー（アリババグループ創業者）
- イアン・ソープ（水泳選手）
- セルゲイ・ブリン（Google共同創設者、元Alphabet取締役）
- ラリー・ペイジ（Google共同創設者、元Alphabet CEO）
- タイラー・ブリュレ（グローバル情報誌「MONOCLE」編集長）
- デーヴィッド・キャメロン元イギリス首相
- マリッサ・メイヤー（Yahoo！ Inc CEO ）
- サル・カーン（Khan Academy 創立者兼執行役員）
- マリア・バーティロモ (「Wall Street Journal Report」アンカー兼編集主幹)
- パトリック・シャパット（スイスの社説漫画家）
- レオナルド・ディカプリオ（俳優、映画プロデューサー、環境保護活動家）
- オラファー・エリアソン（デンマーク生まれのアイスランド人芸術家）
- ジェンズ・マーティン・スキブステッド（デンマークのバイオメガ創業者）
- ケネス・グリフィン（米シタデル・インベストメント・グループ創業者）
- ケリー・チャン（香港の歌手、女優）
- ヴィヴェック・マーシー（アメリカ公衆衛生局長官）
- エイミー・カディ（ハーバード・ビジネススクール教授、社会心理学者）
- アレクサンダー・ベッツ（オックスフォード大学教授）
- ホーコン ノルウェー皇太子
- アブドルサラム・ハイカル（シリアのTranstek Information Systems CEO）
- シルヴァーナ・コッホメーリン（欧州議会議員）
- マチルド ベルギー皇太子妃
- ユーヴィン・ナイドウ（South African Chamber of Commerce in America (SACCA) CEO）
- ギャビン・ニューサム サンフランシスコ市長
- エヴァン・ウィリアムズ （Twitter社 共同創業者）
- スティーブ・チェン （YouTube社 共同創立者）
- マニュエル・ロクサス （フィリピン上院議員）
- イヴァンカ・トランプ （ファッションモデル、トランプ・オーガナイゼーション副社長）
- アンドレア・サンケ（ニュース専門チャンネルFrance 24のシニア・プレゼンター）
- ピーター・シエル（米クラリウム・キャピタル・マネジメントCEO）
- カリム・ワッド（セネガル国務大臣）
- ジミー・ウェールズ（オンライン百科事典「Wikipedia」創始者）
- ニクラス・ゼンストローム（Skype共同創立者）
- フェリックス・マラディアガ（Instituto de Liderazgo de la Sociedad Civil 創立者）
- マーク・ザッカーバーグ（Facebook CEO）
- イーロン・マスク（テスラ・モーターズCEO、ソーラーシティ会長、スペースX CEO）
- デヴィッド・ド・ロスチャイルド（冒険家、「アドベンチャーエコロジー」の創立者）

#### 日本からの主な受賞者
（年度別、肩書きは選出当時）
2005年度
- 浅尾慶一郎（参議院議員）
- 茅野みつる（伊藤忠商事法務部社内弁護士）
- 堂前宣夫（ファーストリテイリング副社長）
- 古川元久（衆議院議員）
- 堀主知ロバート（サイバード代表取締役）
- 近藤正晃ジェームス（東京大学助教授）
- 松崎みさ（アガスタ代表取締役社長）
- 三木谷浩史（楽天代表取締役社長）
- 中田宏（横浜市長）
- 鶴保庸介（参議院議員）

2007年度
- 朝青龍明徳（横綱）
- 文仁親王妃紀子（皇族 秋篠宮妃）
- 藤沢久美（ソフィアバンク副代表）
- 藤田晋（サイバーエージェントCEO）
- 川田龍平（社会活動家）
- 北神圭朗（衆議院議員）
- 松田公太（タリーズコーヒージャパン代表取締役社長）
- 中村泰信（NEC基礎研究所主任研究員）
- 西本智実（指揮者）
- 西山浩平（エレファントデザイン代表取締役）
- 小渕優子（衆議院議員）
- 小川善美（インデックス代表取締役社長）
- 岡島悦子（グロービスマネジメントバンク代表取締役）
- 高島宏平（オイシックス代表取締役社長）
- 津村啓介（衆議院議員）

2008年度
- 藤原紀香（タレント、女優）
- 綿矢りさ（作家）
- 山口絵理子（マザーハウスCEO）
- 牧原秀樹（衆議院議員）

2009年度
- 井上英之（慶應大学准教授）
- 勝間和代（経済評論家）
- 桜井和寿（歌手）
- 橋下徹（大阪府知事）
- 荻原健司（スポーツ選手）
- 船橋力（実業家）
- 松古樹美（会社員）

2010年度
- 岩瀬大輔（実業家）
- 中田英寿（Take Action Foundation会長）
- 長嶺義宣（赤十字国際委員会駐日事務所長）
- 三日月大造（衆議院議員）

2011年度
- 土井香苗（弁護士　ヒューマン・ライツ・ウォッチ日本代表）
- 小林正忠（楽天取締役執行役員）
- 小泉進次郎（衆議院議員　小泉純一郎の次男）
- 宮城治男（NPO法人ETIC.代表理事）
- 野口健（登山家）
- 斉藤ウィリアム（起業家、ベンチャー投資家）
- 田中良和（グリー代表取締役社長）
- 山内康一（衆議院議員）
- 山崎直子（宇宙飛行士）

2012年度
- 家本賢太郎（クララオンライン 代表取締役社長兼CEO）
- 出雲充（ユーグレナ 代表取締役社長）
- Drue Kataoka（アーティスト）
- 小林りん（ISAK 代表理事）
- 近藤淳也（はてな 代表取締役社長）
- 中村俊裕（コペルニク 共同創設者・CEO）
- 佐野陽光（クックパッド 代表執行役社長兼取締役）
- 島田久仁彦（環境省参与、KS International Strategies 代表取締役社長兼CEO）
- 須田将啓（エニグモ 共同CEO）
- 山本聡（大和証券 商品企画部次長）

2013年度
- 小松真実（ミュージックセキュリティーズ 代表取締役社長兼CEO）
- 松本紹圭（僧侶、お寺の未来 代表理事）
- 大塚太郎（大塚倉庫 代表取締役社長）
- 柴崎洋平（フォースバレー・コンシェルジュ 代表取締役社長兼CEO）
- 鈴木直道（夕張市長）
- 津田大介（ジャーナリスト、ネオローグ代表取締）

2014年度
- 麻生巌（麻生代表取締役社長兼グループ会長）
- 遠藤謙（ソニーコンピューターサイエンス研究所研究員）
- 合田圭介（東京大学大学院 理学系研究科教授）
- 市耒健太郎（博報堂 クリエイティブ・ディレクター）
- Tonni Agustiono Kurniawan（国連大学高等研究所 客員研究員）
- 南壮一郎（ビズリーチ 代表取締役社長兼CEO）
- 鈴木英敬（三重県知事）

2015年度
- 越直美（大津市長）
- 蛭間芳樹(日本政策投資銀行主幹)

2016年度
- 上村想太郎（東京大学大学院 理学系研究科教授）
- 片山健太郎（財務省主計局主計官補佐）
- 大谷光淳（浄土真宗本願寺派第25世門主）

2017年度
- スプツニ子！（東京芸術大学准教授／アーティスト）

2018年度
- 高橋祥子（株式会社ジーンクエスト）
- 慎泰俊（五常・アンド・カンパニー）

2019年度
- 小田玄紀（株式会社リミックスポイント/株式会社ビットポイントジャパン）
- 松本恭攝（ラクスル株式会社）

2020年度
- 上野山勝也（PKSHA Technology株式会社）
- 仲暁子（ウォンテッドリー株式会社）
- 小林史明（衆議院議員）

2021年度
- 東志保（株式会社Lily Medtech)

2022年度
- 落合陽一（筑波大学准教授／メディアアーティスト）
- 平野未来（株式会社シナモン）
- 山田唯人（McKinsey & Company）

2023年度
- 成田悠輔 （イェール大学）

2024年度
- 秋元里奈 （株式会社ビビッドガーデン）
- 田中沙弥果 （NPO法人Waffle）
- 瀧口友里奈 （経済キャスター）

2025年度
- 草野絵美 （アーティスト）
- 坂野晶 （一般社団法人ゼロ・ウェイスト・ジャパン）
- 米良はるか （READYFOR株式会社）

新たなヤング・グローバル・リーダーズは毎年選出されており、ヤング・グローバル・リーダーズのフォーラム・メンバーは1,400名に達する見通しである。

### グローバル・シェイパーズ・コミュニティ
「Global Shapers Community」は、世界経済フォーラムにより組織される、多様なバックグラウンドを有する33歳以下の若者によるコミュニティ。

Global shapers Community Logo

地球上の人口の過半数が27歳以下の若者であることから、社会の若者へのエンパワメントを推進するために組織されている。
世界各国の都市でHUB(ハブ) と呼ばれる地域拠点を立ち上げて集まり、ハブに所属するメンバーは「Shaper」と呼ばれる。

#### 日本からの参加メンバー（卒業生含む）
- 岩本涼
- 太田雄貴
- 落合陽一
- 小幡和輝
- 小坂悠真
- 佐久間洋司
- 鈴木邦和
- 高島宗一郎
- 中谷一馬
- 松田悠介
- 村上太一
- 渡部カンコロンゴ清花

### 社会起業家（ソーシャル・アントレプレナー）
世界経済フォーラムでは2000年以降、ソーシャル・アントレプレナー・シュワブ財団と共同で世界有数の社会起業家によって編み出されたモデルを推進している。財団では、社会の進歩を促し、社会問題に対処するための要として社会起業家に注目している。選ばれた社会起業家はフォーラムの地域会議と年次総会に招待され、経営幹部や政府高官に会う機会が与えられる。一例をあげると、2003年度年次総会では、ジェルー・ビリモリアが国際電気通信連合のロベルト・ブロイス事務次長と会見し、このことによりビリモリアが代表を務めるチャイルド・ヘルプライン・インターナショナルとの重要な協力体制の確立につながった。

### 研究報告書
世界経済フォーラムはシンクタンクとしての役割も果たしており、フォーラムのコミュニティにとっての懸念事項や重要事項に焦点を当てたさまざまな報告書を発表している。なかでも、フォーラムのストラテジック・インサイト・チームでは、競争力、グローバル・リスク、シナリオ・シンキングの分野に関連した報告書の作成に注力している。
競争力チームではさまざまな経済報告書を毎年発表している（括弧内の数字は初発行年）。「国際競争力レポート」（Global Competitiveness Report）（1979年）では国や経済の競争力を測定、「グローバル・インフォメーション・テクノロジー・レポート」（Global Information Technology Report）(2001年）では情報技術体制に基づいた競争力を評価、「グローバル・ジェンダー・ギャップ・レポート（Global Gender Gap Report）（2005年）では男女間の不平等をテーマに重要な分野を検証、「グローバル・リスク報告書」（Global Risks Report）（2006年）では主なグローバル・リスクを評価、「旅行・観光競争力レポート」（Travel and Tourism Competitiveness Report）（2007年）では旅行および観光における競争力を測定、「グローバル・イネーブリング・トレード・レポート」（Global Enabling Trade Report）（2008年）では国家間の貿易を促進する多くの手段について国別分析を提供している。
グローバル・リスク・ネットワークでは、グローバルな範囲にわたるとみなされるリスク、複数産業に関わるリスク、不透明なリスク、100億米ドル以上の経済的な損害を引き起こす可能性のあるリスク、大きな人的被害をもたらす可能性のあるリスク、軽減には多様なステークホルダーのアプローチが求められるリスクを評価する報告書を毎年発表している。
シナリオ・プランニング・チームでは、さまざまな地域や産業に焦点を当てた課題ごとのシナリオ報告書を作成している。この報告書は、読み手の仮説に疑問を投げかけ、重要な基礎的要因への認識を高め、将来に対する新たな考え方のきっかけを与えることを意図している。最近発表された報告書には、2008～2009年の世界金融危機がもたらしうる短長期の影響を検証した重要な報告書である「世界の金融システムの将来：短期的な見通しと長期的なシナリオ」（The Future of the Global Financial System: A Near-Term Outlook and Long-Term Scenarios）、人口移動が年金および医療の財政基盤に与える影響に関するシナリオを記した「金融情勢の変化：年金と医療の2030年までのシナリオ」（Pension and Healthcare Scenarios to 2030）などがある。
しかしどの報告書に関しても一流学術誌のような査読体制が整備されておらず、また内容な分析についても根拠が薄弱なものが見受けられる。

### イニシアティブ

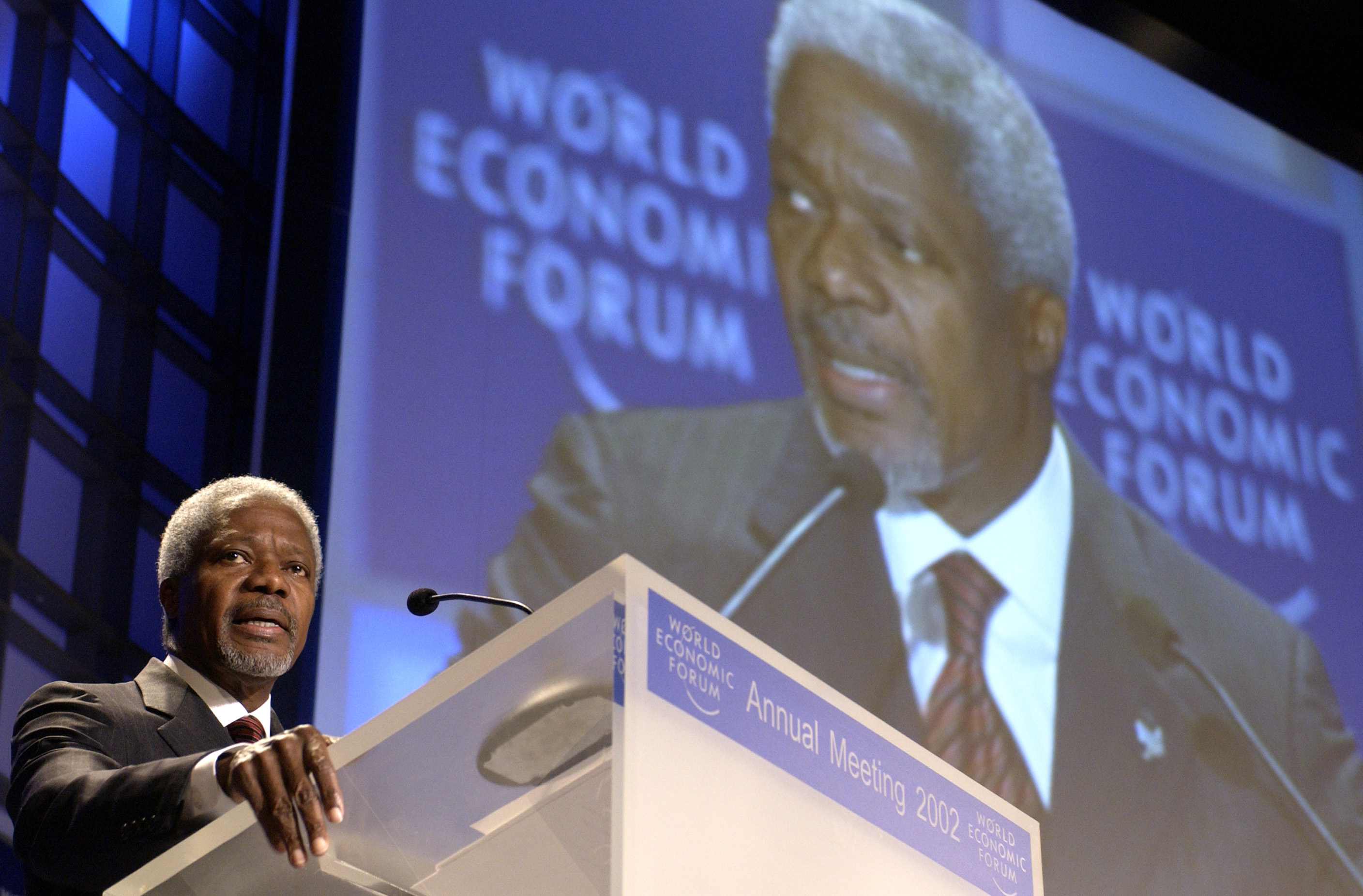
2002年度年次総会にてグローバル・ヘルス・イニシアティブ（GHI）を立ち上げたコフィー・アナン国際連合事務総長（当時）

グローバル・ヘルス・イニシアティブ（GHI）は2002年度年次総会にてコフィー・アナン前国連事務総長が立ち上げた。GHIの使命はHIV/AIDS、結核、マラリアと闘い、また医療制度の改善に取り組むための官民パートナーシップに企業の参加を求めることである。
2003年度年次総会で発足したグローバル・エデュケーション・イニシアティブ（GEI）では、国際的なIT企業とヨルダン、エジプト、インドの政府が集結し、教室に新しいパソコンが用意され、eラーニングによる訓練を受けた教師が増員された。これにより、子供たちの人生に大きな影響を与えている。現在、拡張性があり、持続可能なGEIのモデルは、ルワンダなど他の国々でも教育計画として採用されている。
環境に関するイニシアティブは気候変動と水の問題を対象としている。英国政府は「気候変動に関するグレンイーグルズ対話（Gleneagles Dialogue）」に基づき、2005年に英スコットランドのグレンイーグルズで開催されたG8サミットにて、実業界との対話を促進して温室効果ガス削減への提言をとりまとめるよう世界経済フォーラムに要請した。世界のCEOグループによって承認されたこの一連の提言は、2008年7月に北海道洞爺湖で開催されたG8サミットに先立ち、リーダーたちに示された。
ウォーター・イニシアティブでは、Alcan Inc.、スイス開発協力庁（SDC）、米国際開発庁（USAID）インド、国際連合開発計画（UNDP）インド、インド工業連盟（CII）、ラジャスタン州政府、NEPAD（アフリカ開発のための新パートナーシップ）といったさまざまなステークホルダーが集結し、南アフリカおよびインドの水管理における官民パートナーシップを推進している。
汚職の撲滅を目指す反汚職パートナー・イニシアティブ（PACI）は、2004年1月にダボスで開催された年次総会にて、エンジニアリング、建設、エネルギー、金属・鉱業業界のCEOらが立ち上げた。PACIは、実際の経験やジレンマに陥る状況について意見交換する場となっている。PACIには約140社が参加している。

### アワード

#### テクノロジー・パイオニア・プログラム
テクノロジー・パイオニア・プログラムでは、新技術の設計・開発に携わる企業を世界中から選考している。このアワードは毎年30～50社に授与されている。2008年現在、391社がテクノロジー・パイオニアに選ばれている。このアワードは2003年に初めて授与された。
テクノロジー・パイオニアは、世界の現状の改善を目指す世界経済フォーラムの取り組みと歩調を合わせ、未来に向けて取り組むべき問題点をグローバル・アジェンダから選定するという目的のもとに、積極的で革新的、かつ起業家的な方法で活動を行っている。フォーラムの目標は、テクノロジー・パイオニアの経営幹部と科学者、学者、NGO、フォーラムの会員およびパートナーを集結させることで、新たなワクチンの発見、経済成長の創出、グローバル通信の強化などに向けた技術の活用方法に新たな可能性を見出すことである。

### グレートリセット
2020年5月、世界経済フォーラムとイギリス皇太子による持続可能な市場構想として、「グレートリセット」というプロジェクトを立ち上げた。これは、COVID-19 パンデミックによって起きたロックダウンによる、世界的不況後の持続的経済成長を強化する目的であって、五つの項目から成り立つ計画である。この「グレートリセット」なる議題は、当初2021年8月に開催するとされた世界経済フォーラムの年次総会テーマであった。
フォーラム創設者のシュワブ氏によれば、このプロジェクトの意図は、資本主義や資本の意味を再考することであった。資本主義を放棄するわけではなく、新自由主義や自由市場原理主義など、資本主義のいくつかの側面を変え、おそらくはさらなる発展を提案している。企業の役割や税制度、その他も再考されるべきだとしている。国際協力と貿易は擁護されるべきであり、第四次産業革命もまた擁護されるべきであるとする。
このフォーラムでは、このシステムを「利害関係者が支配する資本主義」として定義している。当フォーラムは労働組合を支持しているとしている。

## 沿革

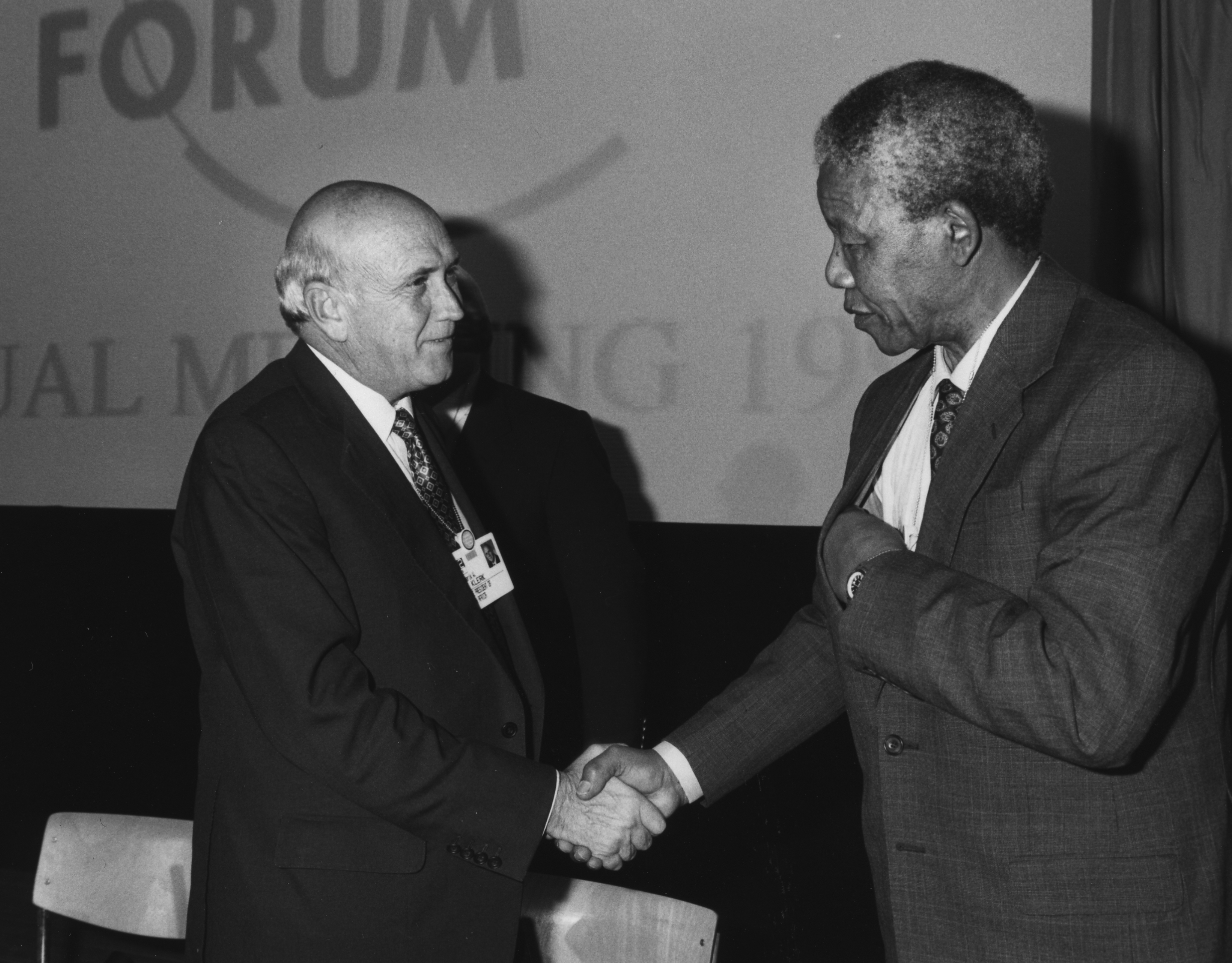
1992年度年次総会にて握手するフレデリック・ウィレム・デクラーク南アフリカ共和国大統領（当時）及びネルソン・マンデラ次期同国大統領

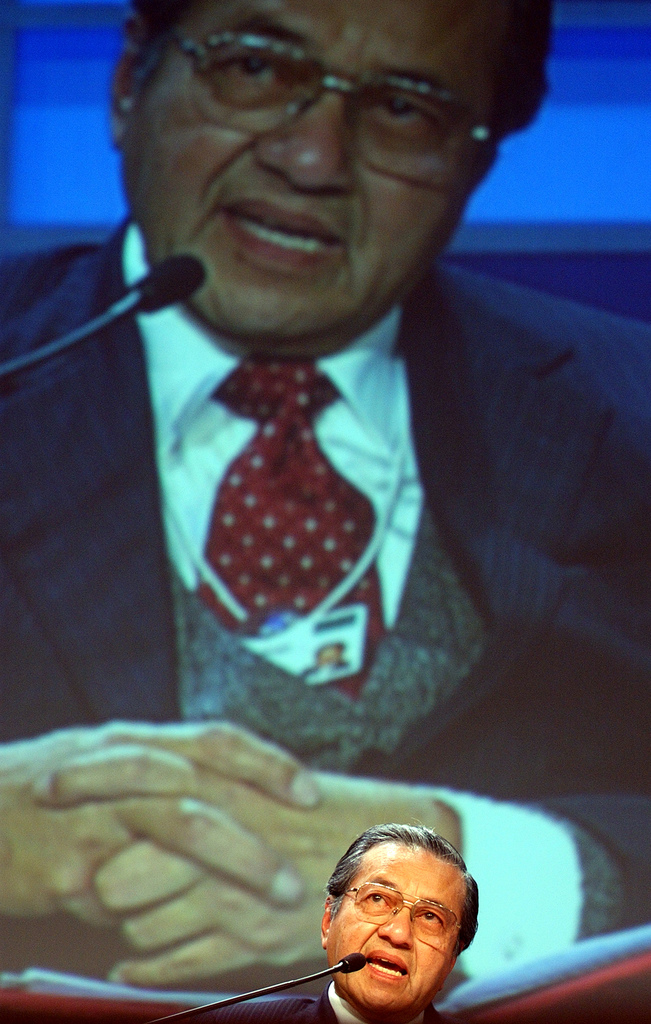
2003年1月23日、マレーシアのマハティール・ビン・モハマド首相が世界経済フォーラムの年次総会でスピーチを行いました

クラウス・シュワブは、当時、経営学を専門とするジュネーヴ大学教授であった1971年、西欧諸国の企業から444名の経営幹部を招いて初のヨーロッパ経営者シンポジウムを開催した。会場はこのほど建設されたダボスのコングレスセンターである。シュワブは、欧州委員会と欧州の産業連合の後援の下、欧州企業への米国の経営慣行の導入を目指した。シュワブはその後、ジュネーヴに本部を置く非営利組織としてヨーロッパ経営者フォーラムを設立し、毎年1月にダボスで開催される年次総会に欧州のビジネスリーダーを招いた。
シュワブは、あらゆる利害関係者を考慮に入れた経営幹部を企業の成功の拠り所とした「ステークホルダー」の経営アプローチを編み出した。この場合の利害関係者とは、株主や顧客だけでなく、従業員、および政府などの企業が拠点を置くコミュニティを指す。1973年に発生した大事件、すなわち固定為替相場制を軸としたブレトン・ウッズ体制の崩壊、および中東戦争によって、年次総会のテーマは経営から経済・社会問題にまで広がり、1974年1月のダボス会議には初めて政治指導者が招かれた。
ヨーロッパ経営者フォーラムは1987年、世界経済フォーラムと名称を変え、国際紛争を解決する場を提供するなど、そのビジョンの拡大に努めた。政治指導者は、意見の相違を埋める中立的な場としてダボス会議を利用している。
1988年にギリシャとトルコが採択した「ダボス宣言」では戦争が間際で回避された。1992年度年次総会では、フレデリック・ウィレム・デクラーク 南アフリカ共和国元大統領がネルソン・マンデラ 南アフリカ共和国大統領、マンゴスツ・ブテレジ インカタ自由党議長と会見し、南アフリカ以外の国で初めて顔を合わせることとなった。1994年度年次総会では、当時のイスラエル外務大臣シモン・ペレスとヤセル・アラファト パレスチナ解放機構（PLO）議長がガザ、エリコ両地区に関する協定に合意した。
2008年には、ビル・ゲイツ マイクロソフト会長が「創造的資本主義」について基調講演を行った。創造的資本主義とは、市場の力を利用して貧しい人々のニーズに対処し、利益の創造と世界の不平等の解決の両方に作用するという資本主義の形態である。

## 批判
1990年代後半、主要国首脳会議、世界銀行、世界貿易機関、国際通貨基金と共に、資本主義とグローバリゼーションが貧困を拡大し環境を破壊していると主張する反グローバリゼーション活動家から厳しい批判を受けた。メルボルンで開催された世界経済フォーラムでは、1,500人におよぶデモ参加者が抗議行動を繰り広げ、200名の代表者が会議会場への入場を妨げられた。ダボスで行なわれる年次総会の周辺ではデモ活動が繰り返し発生している。ボノ（U2）は「雪の中に集う金持ちたち」と皮肉まじりに呼んだ。
2003年1月の年次総会からは、オープン・フォーラム・ダボス（スイス・プロテスタント教会連合との共催）が同時に開催されており、グローバル化について討議する場を一般の人々に提供している。このオープン・フォーラムは毎年、現地の高校を会場に著名な政治家やビジネスリーダーを招いて開催され、一般の人々に無料で公開されている。
年次総会は「華やかさと陳腐さが入り交じったもの」とも称され、深刻な経済問題を遠ざけ、実質的な成果をほとんど生み出さないと批判されている。特に、経済に関する専門知識をほとんどまたは全く持ち合わせていない非政府組織の参加が増えていることが槍玉にあげられている。ダボス会議は今や、実業界や政界の重要人物と並んで、見識ある専門家と世界経済をテーマに議論するというよりは、メディアの関心を呼ぶ昨今の政治的主張（世界の気候変動やアフリカのエイズ問題など）に焦点を当てている。
また、世界経済フォーラムが発表している統計やランキングは、いくつかの任意的な統計を使用しており、信頼性に問題があるとの批判がある。
しかしビルダーバーグ会議と違って、ダボス会議は”討論内容や発言が全て公開される”ため、秘密主義ではない。

### 警備の公的費用
2000年1月には、1000人を数える抗議者がダボスを行進し、その間、現地のマクドナルドの窓が割られた。ダボス会議の警備が強化され、デモ参加者がこのアルプスリゾートから遠ざけられた今では、デモは主にスイスのチューリッヒ、ベルン、バーゼルで行われている。世界経済フォーラム、スイスの州、および国内当局とで分担されている警備費用については、スイスの国内メディアでも幾度となく批判の的となっている。

### 出資する支援者からの影響
さらなる関与を深めている、ケネディスクールでの権限のあるメンバースティーブン・ストラウスは、（その会議についての知的な議題を設定できる能力を有する、毎年の会議での出資に対する見返りを受ける者の）WEFの戦略的なパートナーたちが重大な犯罪、市民のまたは人間としての権利の違反、一定の話題における中立な招集者としてのフォーラムの正当性についての持ち上がる顕著な問題を断罪し続けてきたことを指摘する。

### 「ダボス人」
「ダボス人」 は（支配的な）金持ちのグローバル・エリートを指す造語であって、彼らのメンバーは自らを完全な「国際的な」者としてみる。それはウォール街での有力な金融業者に当てはまる世界の長（英：Master of Universe）の用語に似ている。
ダボス人は推察するに彼らの身元を個人の選択としてみて、出自によるものとは見ない。「ダボス人」の語句を最初に考えて信じている、社会学者のサミュエル・P・ハンティントンによれば、彼らは「国家の忠義に対して必要を持たず、国境を有難く消えていればよい障害物として見て、そして国家の政府をそれの唯一の便利な機能はエリートによるグローバルな操作を容易にする過去の遺物として考える」人々 である。2004年の記事の"Dead Souls: The Denationalization of the Americal Elite"で、この国際的な視野は少数のエリート主義者の立場であって国民の国家主義者の多数派には分かち合えないとハンティントンは主張する。
ダボス人の超国家的なイデオロギーは、自由民主主義が歴史の終焉と最後の人間の完全な充足を提示することであるところのフランシス・フクヤマの主張への重大な問題を提示することを、ハドソン研究所のジョン・フォンテは示唆した。